# La Villette (Calvados)
La Villette település Franciaországban, Calvados megyében. Lakosainak száma 222 fő (2022. január 1.). La Villette Clécy, Saint-Lambert és Condé-en-Normandie községekkel határos.

## Népesség
A település népességének változása:
| Lakosok száma | 165  | 154  | 153  | 171  | 214  | 220  | 226  | 231  | 233  | 222  |
|               | 1968 | 1982 | 1990 | 2006 | 2013 | 2015 | 2017 | 2019 | 2020 | 2022 |